# دربند (تاجیکستان)
دربند جماعت و شهرکی در کشور تاجیکستان است که در ناحیهٔ نورآباد ناحیه‌های تابع جمهوری قرار دارد. جمعیت این جماعت ۱۰۷۱ است.